# Walter Adolph
Walter Adolph (11 de junho de 1913 - 18 de setembro de 1941) foi um piloto alemão durante a Segunda Guerra Mundial tendo alcançado a marca de 25 vitórias aéreas confirmadas, 24 durante a Segunda Guerra Mundial e uma na Guerra civil Espanhola..

## Biografia
Leutnant Adolph serviu com a 1./J.88 da Legião Condor durante a Guerra Civil Espanhola do outono de 1937 até a primavera de 1938. Durante aquele conflito conseguiu uma única vitória, um Republican Curtiss (Polikarpov I-15) caça biplano abatido em 30 de Dezembro de 1937.
Até o início de 1939, Adolph serviu como Staffelkapitän do 2./JG 1. Com o final do verão de 1939, esteve baseado em Seerapen, dando a proteção para a Prússia Oriental. A sua unidade voou diversas missões sobre a Polônia mas foi retirado do fronte e trazida de volta para a Alemanha.
A sua primeira vitória na Segunda Guerra Mundial ocorreu em 1 de Outubro de1939 quando abateu um bimotor de reconhecimento Blenheim da RAF sobre Osnabrück. Durante a campanha na França, Adolph registrou outras cinco vitórias, sendo que neste total estão incluidos três bombardeiros bi-motores Blenheim da RAF, abatidos em cinco minutos na área de Maastricht, em 12 de Maio de 1940.
Em 9 de Julho de 1940, o 2./JG 1 foi redesignado 8./JG 27. Adolph foi designado Gruppenkommandeur do II./JG 26 e transferido em 4 de Outubro de 1940. Até esta data havia registrado 9 vitórias.
O Hauptmann Adolph foi condecorado com a Cruz de Cavaleiro da Cruz de Ferro (em alemão: Ritterkreuz) em 13 de Novembro de 1940 após a sua 15ª vitórias. O II./JG 26 foi a primeira unidade da Luftwaffe a fazer a transição para os novos caças Focke Wulf Fw 190, recebendo a primeira aeronave em Julho de 1941.
Em 18 de Setembro, Adolph liderou oito aviões e em seu Fw 190 A-1 (W.Nr. 0110 028) “Black <<”, para escoltar um navio-tanque alemão próximo a Ostend. Eles encontraram uma força de Blenheims escoltados por caças Spitfire e Hurricane. Adolph não retornou desta missão e o seu corpo foi numa praia da Bélgica três semanas mais tarde.
Ao que tudo indica, ele foi abatido e morto pelo ás Inglês Cyril Babbage (7.27 confirmadas, 2.333 prováveis e 2 danificados) do 41 Sqn, RAF de Blankenberge, Bélgica. Babbage pilotava um Curtiss Hawk. O Fw 190 de Adolph foi a primeira aeronave do tipo a ser perdida em combates aéreos.
Walter Adolph teve um saldo de 25 abates confirmados e outras quatro não confirmados. Incluídos neste total esta uma aeronave abatida durante a Guerra Civil Espanhola.

## Condecorações
| Cruz Espanhola em Ouro e Diamantes |                        |
| Trofeu de Honra da Luftwaffe       | 26 de outubro de 1940  |
| Cruz de Ferro 2ª Classe            |                        |
| Cruz de Ferro 1ª Classe            |                        |
| Cruz de Cavaleiro da Cruz de Ferro | 13 de Novembro de 1940 |